# Екстракласа 2008/09.
Екстракласа 2008/09 (пољ. Ekstraklasa; пре Прва лига; пољ. I liga polska) је фудбалско такмичење у Екстракласи (бивша Прва лига) Републике Пољске. У сезони 2008/09 у Екстракласи је наступило 16 фудбалских клубова који су се такмичити за титулу фудбалског првака Пољске. Од тога је учествовало 12 тимова из Прве лиге и 4 првопласирана из Друге лиге.
Прво место освојила је Висла Краков, друго Легија Варшава, а треће ФК Лех Познањ

## Тимови
- У сезони 2008/09. Екстракласе наступило је 12 тимова који су претходне сезоне играли у Екстракласи:
  - ФК Висла Краков (пољ. Wisła Kraków)
  - Дискоболија Грођиск Вјелкополски (пољ. Dyskobolia Grodzisk Wielkopolski)
  - ГКС Белхатов (пољ. GKS Bełchatów)
  - Горњик забже (пољ. Górnik Zabrze)
  - Јагелоња Бјалисток (пољ. Jagiellonia Białystok)
  - Корона Кјелце (пољ. Korona Kielce)
  - Краковија (пољ. Cracovia)
  - ФК Легија Варшава (пољ. Legia Warszawa)
  - Лех Познањ (пољ. Lech Poznań)
  - ЛКС Лођ (пољ. ŁKS Łódź)
  - Одра Вођислав Слонски (пољ. Odra Wodzisław Śląski)
  - Рух Хожов (пољ. Ruch Chorzów)
- Такође наступају и 4 тима који су играли у претходној сезони Друге лиге (сада је то новоформирана Прва лига):
  - Арка Гдиња (пољ. Arka Gdynia)
  - Лехија Гдањск (пољ. Lechia Gdańsk)
  - Пјаст Гливице (пољ. Piast Gliwice)
  - Слонск Вроцлав (пољ. Śląsk Wrocław)